# Pion stammeri
Pion stammeri är en stekelart som beskrevs av Bauer 1958. Pion stammeri ingår i släktet Pion och familjen brokparasitsteklar. Inga underarter finns listade i Catalogue of Life.